# 同窗之戀
《同窗之戀》是一部1984年的英國電影，由馬里克·康尼艾夫斯卡執導，鲁伯特·埃弗里特及柯林·佛斯主演。劇本改編自朱利安·米契爾的一套同名舞台劇（Another Country），主角蓋伊·班奈特（Guy Bennett）其實是影射「劍橋五傑」之一的蓋伊·伯吉斯，而故事則是圍繞著蓋伊於1930年代在公學寄宿的生活。

## 劇情
電影以1930年代英國一所沒點名的著名公學（影射伯吉斯的母校伊顿公学）為背景，學校雖說是培養國家未來棟樑的地方，但學生事務卻其實大多由學生組織「舍神」（暫譯，原名house gods，由最後一年的學生組成，類似學生會）管理。
主角班奈特（鲁伯特·埃弗里特飾）只有一年多就畢業，雖然玩世不恭，兼是同性戀，卻極之渴望加入舍神，更認為這是長大後成為外交官的唯一途徑，而他的好友Tommy Judd（柯林·佛斯 飾）則憤世嫉俗，更是共產主義者。兩人雖是知己，Judd卻對班奈特自認同性戀嗤之以鼻，而班奈特對Judd的政治信念則不置可否；與之同時，他們同級及較年長的同學雖不至於排斥他們，卻仍然不太受落他們。
電影開場不久，即見兩名不同宿舍的學生在房間中互相手淫，卻被老師發現，其中一名學生更因受不起羞恥，在學校的禮拜堂中上吊自殺。學校雖然一直對學生之間的交往持隻眼開隻眼閉的態度，卻因怕爆出醜聞，而掩飾事實真相，更下令從今開始嚴懲所有犯規的學生。舍神則在人心惶惶下，被他們最保守的一員Fowler所操控。在這亂烘烘的環境下，班奈特愛上了另一宿舍的同學James Harcourt（凱瑞·艾文斯 飾），約他到校園外的餐館午餐。Harcourt提起勇氣赴約後，兩人開始交往，更在每天晚上偷出宿舍見面。
Fowler一直對班奈特及Judd看不過眼，但苦於無他們把柄在手。某天，班奈特寫了一封情書給Harcourt，交給較低班的同學傳遞，卻被Fowler截下來。Fowler拿著那封信，用來作要求舍神懲治班奈特的證據，而班奈特因怕連累Harcourt，不但答應乖乖地接受笞刑，更因此失去下一年當舍神的機會。
體罰過後，Judd去探望班奈特，兩人開始真正討論心底內的信念及想法，最後Judd接受了他好友是同性戀的事實，而班奈特則開始看馬克思。

## 演員
| 演員                            | 角色                    | 備註 |
| ------------------------------- | ----------------------- | ---- |
| 魯伯特·艾瑞特 Rupert Everett    | 蓋伊·班奈特 Guy Bennett |      |
| 柯林·佛斯 Colin Firth           | Tommy Judd              |      |
| 凱瑞·艾文斯 Cary Elwes          | James Harcourt          |      |
| 迈克尔·吉恩 Michael Jenn        | Barclay                 |      |
| 羅伯特·阿迪 Robert Addie        | Delahay                 |      |
| 鲁伯特·温莱特 Rupert Wainwright | Donald Devenish         |      |
| 特里斯坦·奥利弗 Tristan Oliver  | James Harcourt          |      |
|                                 |                         |      |
|                                 |                         |      |

- 1984年第37屆康城影展藝術貢獻獎

## 軼事
戴妃之弟第九代史賓沙伯爵查理斯·史賓沙亦有在此電影中出現，扮演一個沒對白的低班男孩。
雖然艾弗烈飾演的角色是影射雙重間諜伯吉斯，但艾弗烈本身卻是「劍橋五傑」中另一員唐納德·麥克林的遠房親戚。

## 外部連結
- 互联网电影数据库（IMDb）上《同窗之戀》的资料（英文）
- 爛番茄上《同窗之戀》的資料（英文）